# سلمان بن خليفة آل خليفة
الشيخ سلمان بن خليفة آل خليفة ، اقتصادي بحريني ، وزير المالية والاقتصاد الوطني منذ 4 ديسمبر 2018 ، وايضًا يرأس مجلس إدارة «شركة ممتلكات القابضة»

## عن حياته
حصل في سنة 1999 على شهادة البكالوريوس في الإستثمار والإقتصاد بدرجة الإمتياز من كلية بابسون في الولايات المتحدة الأمريكية.
بين عامي 2008 و2012، شغل معاليه منصب المدير الإداري للأسواق العالمية لمنطقة الشرق الأوسط وشمال أفريقيا في دويتشه بنك إيه جي في دبي بدولة الإمارات العربية المتحدة، كما رأس مجموعة أخصائيي صندوق التحوط التابع لـ "انفستكورب" لمستثمري الشرق الأوسط خلال الفترة ما بين العام 2005 وحتى 2008. وقد بدأ معاليه قبل ذلك العمل في بنك يو بي إس للاستثمار في المملكة المتحدة من العام 2000 وحتى 2005، حيث تدرج وظيفياً ليشغل منصب مدير منتجات إدارة مخاطر الأسهم وعضواً في لجنة الاستثمار البريطانية التابعة للبنك. وقد حصل معاليه على وسام البحرين من الدرجة الأولى من قبل صاحب الجلالة الملك حمد بن عيسى آل خليفة ملك البحرين في العام 2016 تقديراً لخدمته العامة.
شغل منصب مدير عام مكتب النائب الأول لرئيس مجلس الوزراء منذ إنشائه في 18 أبريل 2013 وحتى 4 ديسمبر 2018، حيث أشرف على تنفيذ الخطط والاستراتيجيات والمبادرات التي أطلقها ولي العهد الأمير سلمان بن حمد آل خليفة عندما كان نائباً أول لرئيس مجلس الوزراء.
وفي 4 ديسمبر 2018 صدر مرسوماً بتشكيل الحكومة حيث عُين وزيراً للمالية والاقتصاد الوطني وكما تم تجديد تعينه في المنصب في مرسوم تشكيل الحكومة الصادر في 21 نوفمبر 2022.

## متفرقات
- اشرف على وضع وتنفيذ وصياغة إطار الأولويات الحكومية للاعوام 2013- 2014 و 2015 – 2018.
- أمين سر اللجنة التنسيقية التي يرأسها الأمير سلمان بن حمد آل خليفة ولي العهد رئيس مجلس الوزراء.
- عضو في اللجنة الوزارية للشؤون المالية وخفض المصروفات.
- عضو في اللجنة المختصة بتحقيق التوازن المالي.
- عضو في المجلس الأعلى للتعليم والتدريب.[3]

## بعض من تصريحاته ومقولاته
- مملكة البحرين تواصل دعم التحول الرقمي بما يسهم في رفد النمو الاقتصادي. [4]
- القطاع المالي والمصرفي أحد الركائز الأساسية لرفد مسارات التنمية الاقتصادية. [5]
- أهمية المضي قدما في تنفيذ المشاريع الخليجية المشتركة في مختلف المجالات بما يعزز القدرات على مواجهة التحديات العالمية.[6]
- لدينا فرص اقتصادية غير نفطية لبناء اقتصاد أكثر قوة ومتانة.[7]
- مملكة البحرين تواصل تسجيل مؤشراتٍ إيجابية مرتفعة ونوعيّة في القطاعات التي استهدفتها خطة التعافي الاقتصادي. [8]
- المرأة البحرينية شريك أساسي في دعم مختلف مسارات التنمية. [9]
- الحكومة حريصة على مواصلة تطوير الأداء وفق أفضل الممارسات والمعايير الدولية بما يحقق الأهداف المنشودة. [10]
- البحرين أصبحت مركزا عالميا للتحكيم.[11]